# Лепке Бухалтер
Луїс Бухалтер, відомий як Луї Лепке або Лепке Бухалтер (6 лютого 1897-4 березня 1944) — американський мафіозі і керівник загону угрупування Murder, Inc. у 1930-х роках. Бухалтер був одним із провідних рекетирів у Нью-Йорку тієї епохи.
Чарльз Біргер і Бучалтер — єдині американські мафіозні боси, які отримали смертну кару після того, як їх засудили за вбивство. Луїс Бухалтер був страчений на сумнозвісному електричному стільці «Олд Спаркі» після того, як його відправили «вгору по річці» до виправної колонії Сінг Сінг.

## Ранні роки
Бухалтер народився в районі Нижнього Іст-Сайда на Манхеттені в лютому 1897 року. Його мати, Роуз Бухалтер, називала його «лепкеле» («маленький Луї» на ідиш), що пізніше стало «Лепке». У Луї Бухалтера була одна сестра і три брати; один брат зрештою став стоматологом, інший брат професором коледжу та рабином, а третій брат — фармацевтом. Його батько, Барнетт Бухалтер, був російським іммігрантом, який керував господарським магазином у Нижньому Іст-Сайді. Сім'я була єврейською.
У 1909 році, коли Бухалтеру було 12 років, помер його батько. У 1910 році Бухалтер закінчив початкову школу і почав продавати театральні товари. Повідомляється, що в Нижньому Іст-Сайді він навчався у школі рабина Якоба Джозефа, яку закінчив з відзнакою. Незабаром після цього його мати переїхала до Аризони за станом здоров'я, залишивши Бухалтера на піклування його сестри Сари.
2 вересня 1915 року Бухалтера вперше заарештували в Нью-Йорку за крадіжку зі зломом і напад, але пізніше справу закрили.
Наприкінці 1915 або на початку 1916 року Бухалтер поїхав жити до свого дядька в Бріджпорт, штат Коннектикут. 29 лютого 1916 року Бухалтера заарештували в Бріджпорті за звинуваченням у крадіжці зі зломом і відправили до Чеширської виправної колонії для неповнолітніх злочинців у Чеширі, штат Коннектикут, до 12 липня 1917 року. Після суперечки з дядьком про зарплату, Бухалтер повернувся до Нью-Йорка.
28 вересня 1917 року Бухалтер був засуджений у Нью-Йорку до 18 місяців ув'язнення в штаті Сінг Сінг в Оссінінгу, штат Нью-Йорк, за обвинуваченням у крадіжці. Після переведення до в'язниці Оберн в Оберні, штат Нью-Йорк, Бучалтер був звільнений 27 січня 1919 року 22 січня 1920 року Бухалтер повернувся до Сінг-Сінга на 30 місяців ув'язнення за спробу крадіжки зі зломом. Звільнений 16 березня 1922 р..

## Піднятися до влади
Після звільнення Бухалтера з в'язниці в 1922 році він почав працювати зі своїм другом дитинства, мафіозом Джейкобом «Гурра» Шапіро. Через силу та страх вони почали отримувати контроль над профспілками швейної промисловості. Потім Бухалтер використав профспілки, щоб погрожувати страйками та вимагати від власників фабрик щотижневих платежів, занурюючись на банківські рахунки профспілок.  Контроль Бухалтера над профспілками перетворився на захисний рекет, поширюючись на такі сфери, як перевезення хлібобулочних виробів. Профспілки були для нього вигідними, і він утримував їх навіть після того, як став важливою фігурою в організованій злочинності. Пізніше Бухалтер уклав союз з Томмі Луккезе, лідером злочинної родини Луккезе, і разом вони контролювали швейний район.
Бухалтер і Шапіро переїхали в нові модні розкішні будівлі на Істерн-Паркуей (135) з сім'єю, яка активно відвідувала синагогу (Трамп Юніон і синагога Кол Ізраель у Брукліні). У наступні роки Бухалтер і його сім'я жили в пентхаусі в ексклюзивному західному районі Центрального парку Манхеттена.
У 1927 році Бухалтер і Шапіро були заарештовані за вбивство Джейкоба Оргена (Маленького Огі) і замах на вбивство ірландсько-американського бутлегера Джека Даймонда, кримінального суперника. Однак пізніше звинувачення були зняті через відсутність доказів.
Бухалтера описували як тиху людину, якій роками вдавалося уникати уваги громадськості. У розмовах зі своїми кримінальними однодумцями Бухалтер вважав за краще слухати, ніж говорити. Бухалтер щедро виплачував членам своєї банди і возив їх на хокейні ігри, боксерські поєдинки і навіть зимові круїзи. 20 серпня 1931 року Бухалтер одружився з Бетті Вассерман, вдовою російського походження, яка народилася в Британії, у мерії Нью-Йорка. Бухалтер усиновив дитину Бетті від її попереднього шлюбу.

## Murder, Inc
На початку 1930-х Бухалтер створив ефективний процес для виконання замовних вбивств для мафіозів Коза Ностра ; у нього не було назви, але 10 років потому преса назвала його Murder, Inc. Мафіозі Коза Ностра хотіли відгородитися від будь-якого зв'язку з цими вбивствами. Партнер Бухалтера, бандит Альберт Анастасія, передавав запит на контракт від Коза Ностра до Бухалтера. У свою чергу, Бухалтер призначив роботу єврейським та італійським членам вуличних банд з Брукліна.
Жоден із цих найманих вбивць не мав жодних зв'язків із найбільшими злочинними сім'ями. Якщо їх спіймали, вони не могли б залучити до злочинів своїх роботодавців з Коза Ностри. Бухалтер використовував тих самих вбивць для власних контрактів на вбивство. Вбивці The Murder, Inc. незабаром завершували роботу по всій країні для своїх мафіозних босів.
У 1935 році Бухалтер влаштував своє найзначніше вбивство: могутнього нью-йоркського гангстера Датча Шульца. Шульц запропонував Національному синдикату злочинності, конфедерації мафіозів, вбити окружного прокурора Нью-Йорка Томаса Дьюї. Лучано стверджував, що вбивство Дьюї прискорить масові розгони правоохоронних органів. Розлючений Шульц сказав, що все одно вб'є Дьюї, і пішов із зустрічі. Після шести годин обговорення Комісія наказала Бухальтеру усунути Шульца. 23 жовтня 1935 року Шульц був застрелений у таверні Ньюарка, штат Нью-Джерсі, і наступного дня помер від отриманих поранень. У 1941 році вбивцю Бухалтера Чарльза «Буга» Уоркмена звинуватили у вбивстві Шульца.
У 1935 році правоохоронні органи підрахували, що у Бухалтера і Шапіро працювало 250 чоловіків, і що Бухалтер заробляв понад 1 мільйон доларів (21 000 000 доларів в поточному доларовому еквіваленті) на рік. Вони контролювали рекет у транспортній, хлібопекарській та швейній промисловості по всьому Нью-Йорку. Бухалтер також володів Riobamba, розкішним нічним клубом на Манхеттені.

## Падіння
13 вересня 1936 року вбивці Murder, Inc., діючи за наказом Бухалтера, застрелили Джозефа Розена, власника бруклінського магазину цукерок. Розен був колишнім далекобійником швейної промисловості, чию профспілка очолив Бухалтер. Розен розлютив Бухалтера, відмовившись покинути місто, як того вимагав Бухалтер, коли, незважаючи на відсутність доказів, Бухалтер вважав, що Розен співпрацює з окружним прокурором Томасом Дьюї. Тоді нікому не було пред'явлено обвинувачення у вбивстві Розена.
8 листопада 1936 року Бухалтер і Шапіро були засуджені за порушення федерального антимонопольного законодавства в галузі виробництва хутра з кролячої шкіри в Нью-Йорку. Перебуваючи під заставою, і Бухалтер, і Шапіро зникли. 13 листопада обох чоловіків засудили під час відсутності до двох років ув'язнення у федеральній в'язниці. Пізніше обидва чоловіки оскаржили вирок, але в червні 1937 року обидва вироки були залишені без змін.

## Полювання на людей
До того, як їх вдалося взяти під варту, Бухалтер і Шапіро зникли. 9 листопада 1937 року федеральний уряд запропонував винагороду в 5000 доларів за інформацію, яка призвела до захоплення Бухалтера.
1 грудня 1937 року втікач Бухалтер був звинувачений у федеральному суді у змові з метою контрабанди героїну до Сполучених Штатів. Схема включала героїн, захований у багажниках молодих жінок і пар, які подорожували океанським лайнером з Китаю до Франції, а потім до Нью-Йорка. Лепке підкупив американських митників, щоб вони не оглядали багажники.
14 квітня 1938 року Шапіро здався владі Нью-Йорка. Проте Бухалтер залишився втікачем.
Протягом наступних двох років у Сполучених Штатах і Європі велося широке полювання, з повідомленнями про те, що Бухалтер переховувався в Польщі та Палестині. 29 липня 1939 року Томас Дьюї попросив місто Нью-Йорк запропонувати винагороду в розмірі 25 000 доларів за захоплення Бухалтера, посилаючись на низку нерозкритих бандитських вбивств. 24 серпня 1939 року Бучалтер здався голові ФБР Дж. Едгару Гуверу перед готелем на Манхеттені. Угоду про капітуляцію нібито домовився оглядач і радіоведучий Волтер Вінчелл. Пізніше з'ясувалося, що Бухалтер переховувався в Нью-Йорку протягом усього свого перебування в втікачі.
Після того, як Бухалтер був засуджений за федеральними звинуваченнями в торгівлі наркотиками, федеральна влада передала його штату Нью-Йорк для суду за звинуваченням у вимаганні праці. 5 квітня 1940 року Бухалтер був засуджений за цими звинуваченнями до 30 років до довічного ув'язнення. Однак Бучалтера відправили до федеральної пенітенціарної установи Лівенворта в Канзасі для відбування свого федерального ув'язнення у 14 років за торгівлю наркотиками.
20 серпня 1940 року Бухалтер був звинувачений у вбивстві в Лос-Анджелесі у вбивстві Гаррі Грінберга, сподвижника власника казино Мейєра Ланскі і бандита Багсі Сігела. Однак Бухалтер так і не потрапив до суду за це вбивство.

## Суд за вбивство
9 травня 1941 року Бучалтер був притягнутий до суду штату Нью-Йорк за вбивство Розена 1936 року разом із трьома іншими вбивствами. Наказ Бухалтера про вбивство Розена був підслуханий бандитом Ейбом Релесом, який надав свідчення штату в 1940 році і причетний до чотирьох вбивств. Повернувшись з Лівенворта до Брукліна, щоб постати перед судом за вбивство Розена, становище Бухалтера погіршилося через свідчення Альберта Танненбаума. Через чотири години обговорення, о 2 ранку 30 листопада 1941 року присяжні визнали Бухалтера винним у вбивстві першого ступеня. 2 грудня 1941 року Лепке був засуджений до страти разом зі своїми лейтенантами Емануелем «Менді» Вайссом і Луї Капоне. Адвокати Бухалтера одразу подали апеляцію.

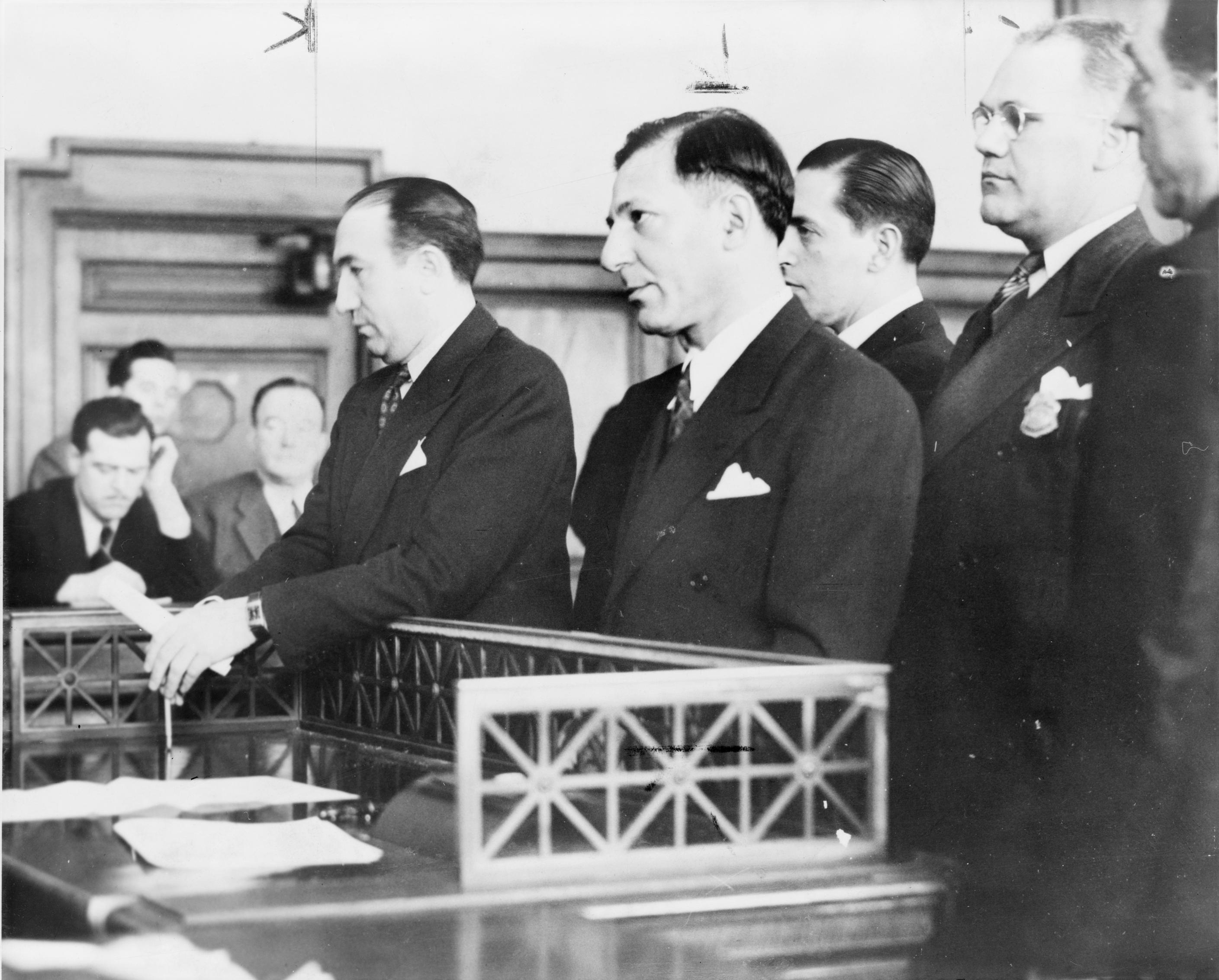
Бухалтер під час винесення вироку

У жовтні 1942 року Апеляційний суд Нью-Йорка проголосував чотири проти трьох за підтримку засудження Бухалтера і смертного вироку. (Люди проти. Buchalter, 289 NY 181) Двоє суддів, які не погодилися, вважали, що докази були настільки слабкими, що помилки в інструкціях присяжних щодо того, як оцінювати певні свідчення, були достатньо шкідливими, щоб вимагати нового судового розгляду. Третій інакомислячий погодився, але додав, що, на його думку, для винесення обвинувального вироку недостатньо доказів, тому обвинувальний висновок слід повністю відхилити (недоведення означає відсутність повторного розгляду справи). Тоді адвокати Бухалтера подали апеляцію до Верховного суду США.
Верховний суд США задовольнив клопотання Бухалтера про перегляд справи. У 1943 році суд підтвердив обвинувальний вирок Бухалтеру сім до нуля, при цьому двоє суддів утрималися. (319 США 427 (1943)). Тепер його апеляції вичерпані.

## Страта
Коли Верховний суд США підтвердив засудження Бухалтера, він відбував покарання за рекет у федеральній в'язниці Лівенворт. Влада штату Нью-Йорк зажадала від федерального уряду видати Бухалтера на страту. 21 січня 1944 року, після багатьох затримок і суперечок, федеральні агенти нарешті передали Бухалтера державним органам влади, які негайно доставили його до в'язниці Сінг-Сінг. Бухалтер зробив кілька прохань про милосердя, але вони були відхилені.
4 березня 1944 року Луїс Бухалтер був страчений на електричному кріслі в Сінг-Сінг. У нього не було останніх слів. За кілька хвилин до страти Бухалтера стратили також його лейтенантів Вайс і Капоне.
Луїс Бухалтер був похований на кладовищі Маунт Хеврон у Флашінг, Квінс.

## У масовій культурі
Наприкінці 1950-х і на початку 1960-х років Бучалтера зобразив Девід Дж. Стюарт у фільмі 1960 року «Murder, Inc.» ; Джин Рот, Роберт Керрікарт і Джозеф Раскін у телесеріалі "Недоторкані" 1959 року; а також Джоном Вівіаном і Шепердом Сандерсом у телесеріалі "Роки беззаконня".
Фільм "Лепке" 1975 року з Тоні Кертісом у головній ролі був заснований на житті Бухалтера. Серед інших зображень — фільм Рона Макса " Гангстерські війни " 1981 року.
Бухалтер також згадувався у восьмому епізоді першого сезону популярного телесеріалу HBO «Клан Сопрано» "Легенда Теннессі Молтісанті". 
Поет Роберт Лоуелл зіткнувся з Бухалтером у в'язниці в 1940-х роках, коли Лоуелл був ув'язнений за відмову від військової служби з переконань. Лоуелл описав Бухалтера (його він називає «цар Лепке») у своїй поемі «Спогади про Вест-стріт і Лепке», опублікованій у його книзі «Дослідження життя» (1959). У вірші Лоуелла стверджується, що перед стратою Лепке був лоботомізований. Їхня зустріч обговорюється у фільмі 1993 року " Ромео кровоточить ", де Лепке каже, що він у в'язниці, тому що він когось убив, а Лоуелл каже, що він у в'язниці, тому що він когось не вбивав.
The Making of the Mob: New York (2015) — Бухалтера зобразив Еван Боймел. 
Трудовий рекет і вимагання Бухалтера помітно показані в романі Ендрю Гросса «Гудзик» 2018 року, частково заснованому на кар'єрі діда Гросса по материнській лінії у швейній промисловості Нью-Йорка.

## Подальше читання
- Райан, Патрік Дж. Організована злочинність: довідковий посібник. ABC-CLIO, 1995.ISBN 0874367468
- Неш, Артур. Гангландський штат Нью-Йорка. Аркадія, 2010.ISBN 0738573140
- Мессік, Хенк. Ланський. Лондон: Роберт Хейл і компанія, 1973.ISBN 0-7091-3966-7
- Кав'єфф, Пол Р. Життя та часи Лепке Бухалтера: Найбезжальніший американський трудовий рекет. Барикадні книги, 2006.ISBN 1-56980-291-2